# Marnézia
Marnézia ist eine französische Gemeinde im Département Jura in der Region Bourgogne-Franche-Comté.

## Geographie
Marnézia liegt auf 535 m, etwa 13 Kilometer südöstlich der Stadt Lons-le-Saunier (Luftlinie). Das Bauerndorf erstreckt sich im Jura, im äußersten Süden des Plateau Lédonien (erstes Juraplateau), am Westfuß der Höhen der Côte de l’Heute.
Die Fläche des 4,97 km² großen Gemeindegebiets umfasst einen Abschnitt des französischen Juras. Der Hauptteil des Gebietes wird von der Ebene des Plateau Lédonien eingenommen, die durchschnittlich auf 520 m liegt und teils von Acker- und Wiesland, teils von Wald bestanden ist. Das Plateau besitzt keine oberirdischen Fließgewässer, weil das Niederschlagswasser im verkarsteten Untergrund versickert. Im Westen reicht der Gemeindeboden bis an den Fuß der Kuppe des Bois du Chanois. Nach Osten erstreckt sich das Gemeindeareal über einen relativ steilen Hang bis auf den Kamm der Côte de l’Heute (mit dem Roche de la Chaise de Diable), welcher das Plateau vom östlich gelegenen Ain-Tal trennt. Auf der Krete wird mit 703 m die höchste Erhebung von Marnézia erreicht.
Nachbargemeinden von Marnézia sind Poids-de-Fiole und Nogna im Norden, Mesnois und Largillay-Marsonnay im Osten, Mérona im Süden sowie Dompierre-sur-Mont im Westen.

## Geschichte
Das Gemeindegebiet von Marnézia war bereits während der gallorömischen Zeit besiedelt, wovon die Überreste von Roche-Pagan zeugen. Im Mittelalter gehörte die Ortschaft zur Herrschaft Orgelet. Zusammen mit der Franche-Comté gelangte Marnézia mit dem Frieden von Nimwegen 1678 an Frankreich.

## Sehenswürdigkeiten

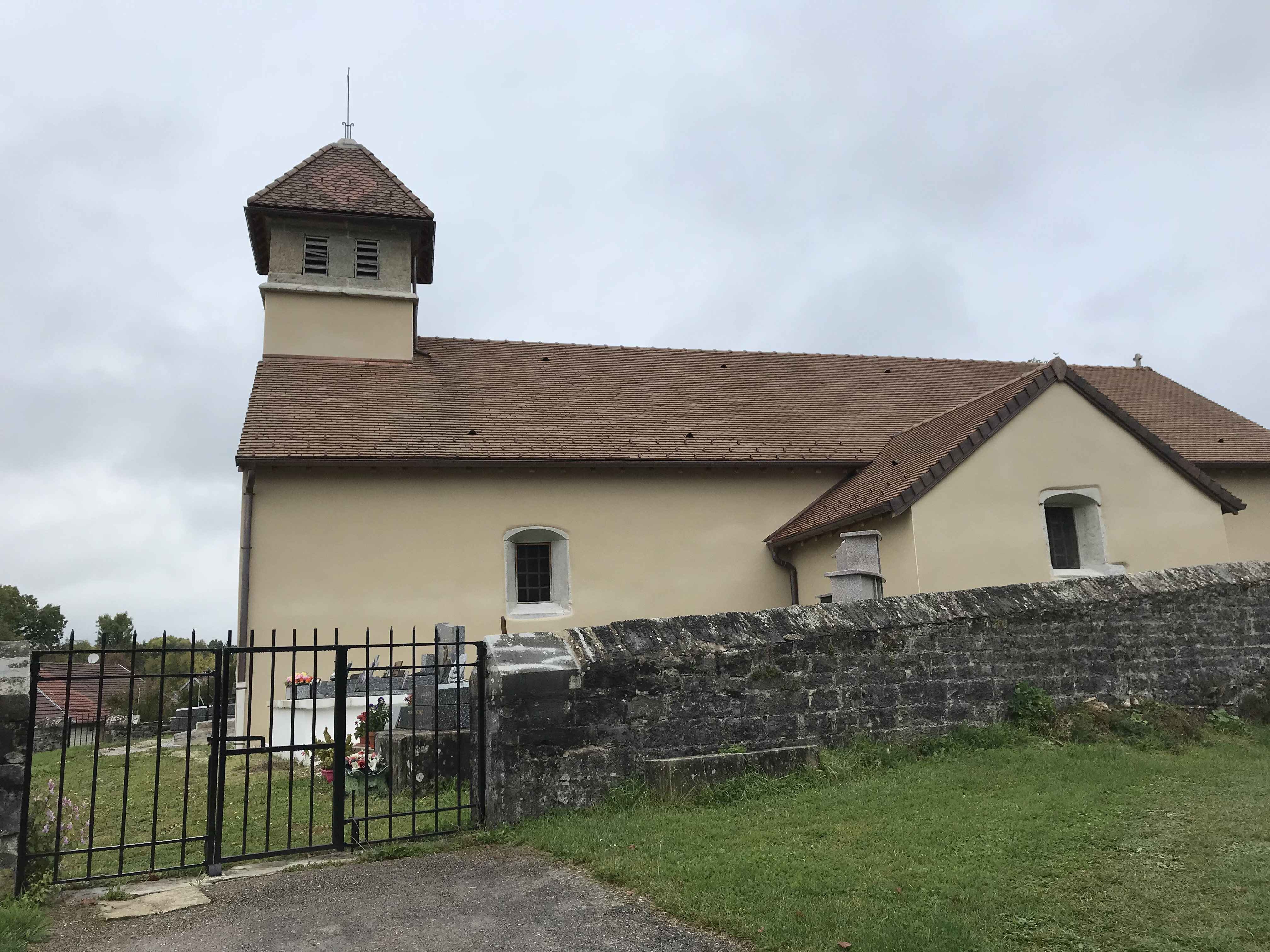
Kirche Saint-Sébastien

Die Dorfkirche Saint-Sébastien in Marnézia wurde 1457 eingeweiht und 1668 vergrößert. Sie besitzt eine Statue Notre-Dame de Délivrance aus dem 15. Jahrhundert und weitere bedeutende Holzstatuen.

## Bevölkerung
| Jahr                       | 1962 | 1968 | 1975 | 1982 | 1990 | 1999 | 2004 | 2018 |
| Einwohner                  | 78   | 62   | 52   | 48   | 46   | 48   | 72   | 85   |
| Quellen: Cassini und INSEE |      |      |      |      |      |      |      |      |

Mit 68 Einwohnern (Stand 1. Januar 2022) gehört Marnézia zu den kleinsten Gemeinden des Départements Jura. Nachdem die Einwohnerzahl in der ersten Hälfte des 20. Jahrhunderts deutlich abgenommen hatte (1891 wurden noch 182 Personen gezählt), wurde in den letzten Jahren wieder ein Bevölkerungswachstum verzeichnet.

## Wirtschaft und Infrastruktur
Marnézia war bis weit ins 20. Jahrhundert hinein ein vorwiegend durch die Landwirtschaft und die Forstwirtschaft geprägtes Dorf. Daneben gibt es heute einige Betriebe des lokalen Kleingewerbes. Mittlerweile hat sich das Dorf auch zu einer Wohngemeinde gewandelt. Viele Erwerbstätige sind Wegpendler, die in den größeren Ortschaften der Umgebung ihrer Arbeit nachgehen.
Die Ortschaft liegt abseits der größeren Durchgangsstraßen an einer Departementsstraße, die von Dompierre-sur-Mont nach Nogna führt. Weitere Straßenverbindungen bestehen mit Poids-de-Fiole und Mérona.